# オール・マイ・ラヴィング
「オール・マイ・ラヴィング」（All My Loving）は、ビートルズの楽曲。1963年11月22日に発売された2作目のイギリス盤公式オリジナル・アルバム『ウィズ・ザ・ビートルズ』のA面3曲目に収録された。ポール・マッカートニーによって作曲された楽曲で、クレジットはレノン＝マッカートニー名義となっている。イギリスやアメリカではシングル・カットされていないものの、多数のラジオ番組で放送された。カナダや日本ではシングル盤が発売されており、カナダ盤は同国のチャートで1位を獲得したのちに、アメリカに輸入されて1964年4月に発表されたBillboard Hot 100で最高位45位を記録した。

## 背景・曲の構成
「オール・マイ・ラヴィング」の歌詞は、ロイ・オービソンとまわったツアーのバスの中で書かれたもので、メロディは会場到着後に舞台裏にあったピアノを使用して書かれた。このことについてマッカートニーは、「歌詞を曲よりも先に書いたのは、この曲が初めてだった」と語っている。
歌詞は、「P.S.アイ・ラヴ・ユー」と同様に手紙の体裁をとっている。マッカートニーは、もともと本作をカントリー&ウエスタンとしており、ジョージ・ハリスンはグレッチ・カントリー・ジェントルマンを使い、ナッシュビル・サウンド様式のギターソロを加えている。ジョン・レノンはリッケンバッカー・325を使用し3連符を刻み（オルタネイトピッキング）、マッカートニーは、ヘフナー・500-1を使い、ウォーキング・ベースを演奏している。
作家のスペンサー・リーは、本作はザ・デイヴ・ブルーベック・カルテットの「Kathy's Waltz」からインスピレーションを得て書いた曲と推測している。

## レコーディング
「オール・マイ・ラヴィング」のレコーディングは、1963年7月30日にEMIレコーディング・スタジオのスタジオ2で行われた。11テイク録音したのち、3回にわたってオーバー・ダビングが施された。アルバムにはテイク11とオーバー・ダビングが施されたテイク14を組み合わせた音源が収録された。同年8月21日にモノラル・ミックスが作成され、10月29日にステレオ・ミックスが作成された。
1965年にドイツとオランダで発売された『ザ・ビートルズ/グレイテスト・ヒッツ』と『ウィズ・ザ・ビートルズ』には、歌いだし前のハイハットのカウントが収録されている。このバージョンは、イギリスで1980年に発売された『リヴァプールより愛を込めて ザ・ビートルズ・ボックス』にも収録された。

## リリースと演奏披露など
「オール・マイ・ラヴィング」は、イギリスでは1963年11月22日にパーロフォンから発売された2作目のイギリス盤公式オリジナル・アルバム『ウィズ・ザ・ビートルズ』のA面3曲目に収録され、アメリカでは1964年1月20日にキャピトル・レコードから発売されたアルバム『ミート・ザ・ビートルズ』のA面6曲目に収録された。イギリスやアメリカではシングル・カットされていないが、イギリスでは1964年2月7日に発売された同名のアルバムにタイトル曲として収録され、アメリカでは1964年5月11日に発売されたEP『Four By The Beatles』に収録された。また、カナダや日本ではシングル盤が発売され、カナダ盤のB面には「ジス・ボーイ」、日本盤のB面には「ラヴ・ミー・ドゥ」が収録された。
この曲はアメリカ進出時に出演したテレビ番組『エド・サリヴァン・ショー』（1964年2月9日放送回）で演奏された。1995年に発売された『ザ・ビートルズ・アンソロジー1』には、当時の演奏が収録されている。また、BBCラジオ用に1963年12月17日と18日、1964年2月28日に演奏が録音されており、1964年2月28日の演奏が1994年に発売された『ザ・ビートルズ・ライヴ!! アット・ザ・BBC』に収録された。1977年に発売されたライブ・アルバム『ザ・ビートルズ・スーパー・ライヴ!』には、1964年8月23日のハリウッド・ボウル公演でのライブ音源が収録された。ライブ演奏時は、最後のヴァースでハリスンがメインのメロディを歌い、マッカートニーがディスカントを歌っている。マッカートニーは、ビートルズ解散後のソロ・ライブでも本作を演奏している。
ビートルズ主演の映画作品では2度使用されており、1964年に公開の『ハード・デイズ・ナイト』のナイトクラブの場面で使用されたのち、1967年に公開の『マジカル・ミステリー・ツアー』でインストゥルメンタル・バージョンが使用された。
レノンが1980年12月8日、ダコタ・ハウス前でマーク・チャップマンに銃撃され、23時過ぎに搬送先の病院で死亡した際、タンノイ製のスピーカーから流れていたのはこの曲だったと伝えられている。

## 評価
「オール・マイ・ラヴィング」は、多くの批評家から肯定的な評価を得ており、音楽評論家のイアン・マクドナルドは「60年代の初頭のブリットポップの無垢さは、この曲の感銘的なシンプルさで見事に醸し出されている」と評しており、『オールミュージック』のリッチー・アンターバーガーは「1964年以前に発売されたビートルズのLPにしか収録されていない楽曲で最も優れている」「アメリカでシングル・カットしていれば大ヒットしていただろう」と評している。デジ・セルナは、本作におけるハリスンのチェット・アトキンスを思わせるギターソロと、レノンのオルタネイトピッキングを称賛している。
また、レノンも本作を絶賛しており、1980年の『プレイボーイ』誌のインタビューで「これは残念なことにポールの曲だよ。（笑）／原稿にここで「笑」と入れといてくれよ。くやしいほどいい曲さ。（歌い出す）バックで思い入れたっぷりのギターを弾いているのがぼく」と語っている。
1964年、第9回アイヴァー・ノヴェロ賞のアウトスタンディング・ソング賞にノミネート。2010年に『ローリング・ストーン』誌が発表した「The Beatles' 100 Greatest Songs」では第44位、2015年に『NME Japan』が発表した「NMEが選ぶ、ビートルズ究極の名曲ベスト50」では第35位にランクインした。

## クレジット
※出典
ビートルズ
- ポール・マッカートニー - ダブルトラックのリード・ボーカル、ベース
- ジョン・レノン - ハーモニー・ボーカル、リズムギター
- ジョージ・ハリスン - バッキング & ハーモニー・ボーカル、リードギター
- リンゴ・スター - ドラム

スタッフ
- ジョージ・マーティン - プロデュース
- ノーマン・スミス - エンジニア

## チャート成績
| チャート (1963年 - 1964年)                 | 最高位 |
| ------------------------------------------ | ------ |
| オーストラリア (Kent Music Report)         | 1      |
| ベルギー (Ultratop 50 Flanders)            | 16     |
| ベルギー (Ultratop 50 Wallonia)            | 20     |
| カナダ (CHUM)                              | 1      |
| デンマーク (Salgshitlisterne Top 20)       | 3      |
| フィンランド (The Official Finnish Charts) | 1      |
| オランダ (Single Top 100)                  | 2      |
| ニュージーランド (Lever Hit Parade)        | 6      |
| ノルウェー (VG-lista)                      | 2      |
| スウェーデン (Kvällstoppen Chart)          | 1      |
| スウェーデン (Tio i Topp)                  | 1      |
| US Billboard Hot 100                       | 45     |
| US Cash Box Top 100                        | 31     |
| 西ドイツ (Media Control Singles Chart)     | 32     |

## カバー・バージョン
1967年初頭に、オランダ系オーストラリア人のジョニー・ヤングによるカバー・バージョンが発表された。このカバー・バージョンは、オーストラリアのGo-Setチャートで最高位4位、ケント・ミュージック・レポート誌で最高位9位を記録。
1992年、スペイン出身のバンド、ロス・マノロスが、1992年バルセロナオリンピックの閉会式で本作を演奏。
2003年、エイミー・ワインハウスがBBC Threeで本作を演奏。
日本では高木ブー、山崎まさよし、つんく♂らによってカバーされた。